# أبريل أشلي
أبريل أشلي (بالإنجليزية: April Ashley)‏ هي عارضة بريطانية، ولدت في 29 أبريل 1935 في ليفربول في المملكة المتحدة.

## وصلات خارجية
- الموقع الرسمي
- أبريل أشلي على موقع IMDb (الإنجليزية)
- أبريل أشلي على موقع قاعدة بيانات الفيلم (الإنجليزية)